# John Stockton
John Stockton (nascut el 26 de març del 1962), és un jugador de bàsquet estatunidenc, ja retirat, i considerat com un dels millors jugadors de la història del bàsquet, doncs va ser escollit com un dels 50 millors jugadors de la història de l'NBA elaborada l'any 1996.
Té el rècord absolut d'assistències, amb 15.806 i de robatoris amb 3.265 amb uns marges extremadament homologats. Ràpid, implacable i humil, ningú veia les jugades millor que John Stockton, i va fer servir la seva intel·ligència per vèncer a jugadors més forts i alts que ell.

## Joventut
Stockton va néixer a Spokane, Washington i té ascendència alemanya, irlandesa i suïssa. Va assistir a l'escola primària a St. Aloysius i l'escola secundària a Gonzaga Prep, on es va graduar l'any 1980. A continuació, va jugar a basquetbol a la Universitat de Gonzaga a la seva ciutat natal, on feia de mitjana 20,9 punts per partit amb un encert d'un 57% des del camp en el seu últim any. El seu avi, Houston Stockton havia estat també un atleta conegut a la Universitat de Gonzaga.
Amb aquestes xifres com a carta de presentació, John Stockton es va assegurar una plaça a la segona ronda del draft segons molts analistes. Però l'entrenador dels Jazz, Frank Layden va confiar en l'enorme potencial que amagava Stockton i va ser seleccionat pels Jazz de Utah a la primera ronda amb el número 16 en el draft de l'NBA del 1984, un fet que va ser durament criticat per tots els seguidors de l'NBA, ja que van considerar que els Jazz van tornar a malgastar la seva ronda com en els anys anteriors.

## Carrera a l'NBA
Tot i així, molta gent va haver de rectificar les seves paraules, sobretot quan en la seva primera temporada, sent relleu del veterà Ricky Green, Stockton va imposar el rècord de més assistències (415) i més robatoris (109) aconseguits per un novell en la història dels Jazz, alhora que va ser nominat a novell de l'any.
Stockton va romandre com a segon base armador de l'equip per dues temporades més, en les quals va incrementar els seus números considerablement. Encara que en la seva tercera temporada va iniciar com a titular, Stockton seguia sent considerat en un paper secundari davant de Ricky Green, però la presència alternada dels dos guàrdies començava a intimidar a la resta de la lliga, el que posava de manifest l'emergent titularitat de John.
Finalment, va començar a despuntar com un dels millors bases i va acabar la temporada trencant el rècord d'assistències de Isiah Thomas, en una sola campanya, amb un total de 1.128 assistències i va finalitzar primer a assistències per partit, realitzant de mitjana un impressionant 13/8 APJ, mitjana que eclipsaria ell mateix en les dues següents temporades. Encara que van ser les seves habilitats de passador les que el va situar dins el mapa de l'NBA, Stockton es va desenvolupar integralment, classificant tercer en robatoris per joc (2.95), i quart en percentatge de tir de mitjana (57,4%).
Així mateix, va finalitzar aquesta temporada realitzant de mitjana 14 punts per joc, duplicant la seva mitjana de punts de la temporada anterior. Durant la seva carrera ascendent, Stockton va imposar el rècord de més assistències en una sola temporada (1,164), major mitjana d'assistències per joc en una temporada (14.5) i més temporades sent líder en assistències de la lliga (9).
En 1994-95 va esdevenir el líder en assistències de tots els temps, superant a Magic Johnson que tenia el rècord amb 9,921. En 1995-96 es va convertir en líder en robatoris de tots els temps, trencant el rècord de Maurice Cheeks, de 2,310. Aquest mateix any, és nomenat un dels cinquanta millors jugadors d'història de l'NBA.
D'aquesta manera va formar una llarga i reeixida associació amb l'aler pivot Karl Malone, que els va portar a fregar l'anell el 1997 i també l'any 1998, que en tots dos casos van perdre davant dels Bulls de Michael Jordan.
Durant molts anys, ell i Malone van ser la parella de moda dels Jazz. Tenen el rècord de partits jugats junts com a companys d'equip amb 1.412 aparicions. Moltes de les assistències de Stockton eren passades a Malone. La seva principal qualitat era la seva visió de joc, i una lectura perfecta de qualsevol situació a la pista. El seu físic estava bastant allunyat d'un jugador comú de l'NBA, i sovint es va dir d'ell que tenia aspecte d'oficinista, en lloc d'esportista d'elit. Malgrat tot, va jugar 19 temporades a l'NBA de la qual es va retirar l'any 2003 als 41 anys i encara jugant al màxim nivell.
Amb el temps, Stockton es va guanyar el sobrenom de " Stock " per les seves jugades ràpides i llampants que divertien al públic. També es deia d'ell que era un jugador de la vella escola, perquè el seu caràcter era molt reservat, jugava amb pantalons curts i mai aixecava el to de veu.
Igual que Patrick Ewing, Charles Barkley, Dominique Wilkins, Elgin Baylor, Reggie Miller, Pete Maravich i el seu company d'equip Karl Malone, és considerat com un dels millors jugadors que mai va arribar a guanyar l'anell, sent condemnat a convertir-se en llegenda, però mai en campió.

## Perfil deStock

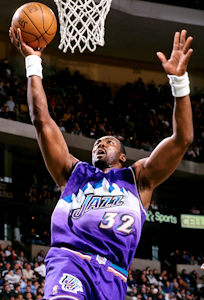
Stockton i Malone són considerats la millor parella de Pick and roll.

Stockton, 10 vegades All-Star, és un dels tres jugadors que ha registrat més de 1.000 assistències en una temporada, unint-se a Kevin Porter (1.099 el 1979) i Isiah Thomas (1123 a l'any 1985). Stockton ho va fer set vegades, amb 1164, 1134, 1128, 1126, 1118, 1031 i 1011 assistències.
Ell i Karl Malone són considerats per molts com la millor parella que juga a l'estil Pick and roll. A part de la seva habilitat en passades, Stockton era també un anotador eficaç (13,1 punts de mitjana per partit i un percentatge de tir de 51,5) amb un fiable tir de tres punts (38,4% de mitjana). Ell és el 30é a la llista d'anotadors de tots els temps de l'NBA amb 19.711 punts en la seva carrera.
En la defensa, Stockton té el rècord de l'NBA per robatoris per partit, situada en 3265, gairebé un 30% més que el segon classificat, Michael Jordan, que en té 2514.
Stockton era conegut per la seva modèstia i el seu sensat enfocament del joc, la defensa implacable, i la seva fanàtica ètica de treball en preparació, que va donar lloc a la seva gran durabilitat. Va jugar 1504 de 1.526 partits possibles en les seves 19 temporades de la seva carrera. En les seves primeres 13 temporades, es va perdre només quatre partits (tots en la temporada 1989-90) fins que es va perdre els primers 18 partits de la temporada 1997-1998 a causa d'una lesió al genoll esquerre sofert en la pretemporada. Aquesta va ser l'única lesió important en la seva carrera i mai es va perdre un altre partit després de tornar d'aquesta lesió. Es retirà el 2003 després d'haver jugat 1.504 partits.
Stockton va evitar totes les picabaralles que es produïen al camp i es va mantenir fidel a Utah tot i rebre ofertes amb molts més diners per altres equips. L'any 1996, es va arribar a un acord que va limitar les despeses que els equips podien fer per pagar les nòmines als jugadors. Per evitar que John cobres mes del màxim legal, li van pagar per endavant el que sobres, ell va fer servir aquells diners per reparar la pista d'hoquei on jugava el seu fill.

## Estadístiques

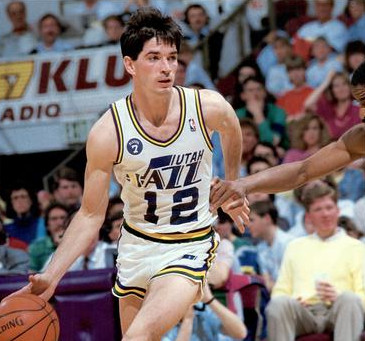
Stockton en els últims minuts de la seva carrera.

De mitjana, John Stockton realitzava 13,1 punts i 10,5 assistències per partit. Té el rècord de l'NBA d'assistències (15.806) amb un considerable marge i també el de robatoris (3.265) i va estar en cinc de les sis millors temporades en el rànquing d'assistències en una sola temporada (l'altra està en mans de Isiah Thomas). Posseeix el rècord del major nombre de temporades jugades i partits consecutius jugats amb un mateix equip, i és el tercer jugador que més partits ha jugat, només per darrere de Kareem Abdul-Jabbar i Robert Parish.
Té la mitjana més alta d'assistències per partit en una temporada (14,5 en la 1989-90) i un rècord personal de 28 en una sola trobada. Va ser 10 vegades All Star i també va formar part del Dream Team, que va guanyar l'or als Jocs Olímpics de Barcelona.
Stockton va jugar en 10 partits d'All-Star, i va ser nomenat co-MVP del partit en 1993 celebrat a Salt Lake City, Utah, amb el seu company d'equip en els Jazz, Karl Malone. Va ser triat dues vegades com a membre de l'equip ideal de l'NBA i del segon millor equip sis vegades. També va ser seleccionat cinc vegades com a membre del segon millor equip defensiu. És considerat com un dels cinquanta millors jugadors de l'NBA. La seva carrera va tenir un moment crític quan en el sisè partit de la final de la conferència oest va marcar el triple que els va donar la victòria sobre els Houston Rockets. Això va portar als Jazz a la seva primera final de l'NBA.

## Curiositats
Al moment de ser seleccionat durant el draft de 1984, part del públic dels Utah Jazz, el va escridassar públicament, perquè era un jugador que no cridava gaire l'atenció. Més tard, quan l'NBA es va adonar que Stockton tenia un potencial enorme, molts mànagers dels equips més grans es van posar les mans al cap, doncs va ser seleccionat per darrere de jugadors que mai van arribar a destacar. No seria l'últim cop de sort dels Utah, perquè un any més tard els Jazz van seleccionar a Karl Malone en una posició molt endarrerira.